# Уистлер, Беатрис
Беатрис Уистлер (англ. Beatrice Whistler; также известная как Беатрикс или Трикси; 12 мая 1857, Челси, Большой Лондон — 10 мая 1896, Хэмпстед-Хит) — английская художница, жена Джеймса Уистлера.

## Биография
Она была старшей дочерью среди десяти детей скульптора Джона Бирни Филиппа и Фрэнсис Блэк. Изучала искусство в студии своего отца и у Эдварда Годвина, который был архитектором и художником декоративно-прикладного искусства . 4 января 1876 года стала второй женой Эдварда Годвина. После смерти Годвина Беатрис вышла замуж за Джеймса Уистлера 11 августа 1888 года.

## Семья

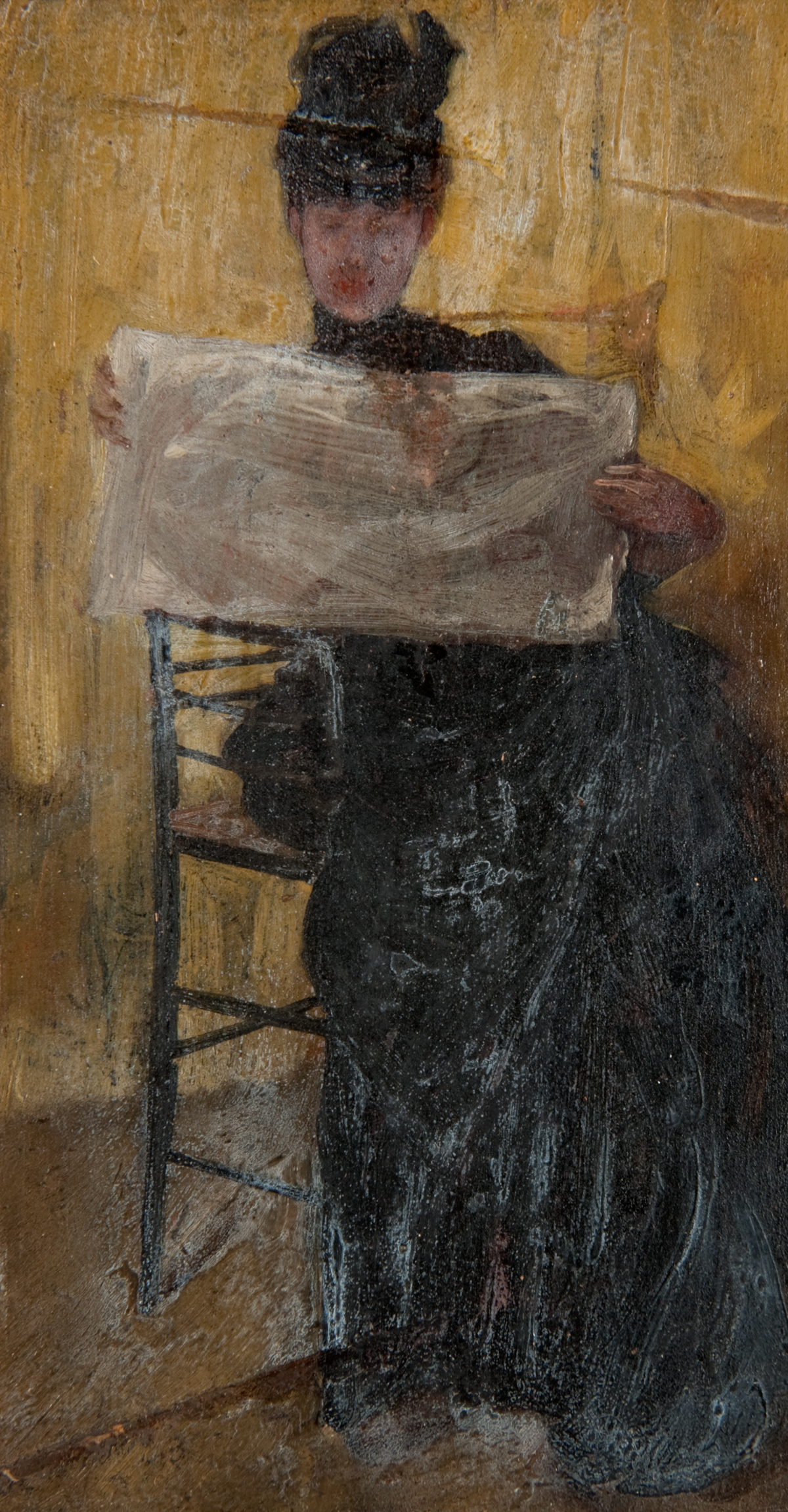
Этель Филипп читает газету. Беатрикс Уистлер.

У Эдварда Годвина и Беатрис родился сын Эдвард-младший (1876—1951), который стал скульптором. Он создал бронзовых ангелов, которые были помещены на могиле Уистлеров на старом кладбище Чизик.
Её сестра Этель Уибли была секретарем Уистлера до своей свадьбы с писателем Чарльзом Уибли. После смерти Беатрис, в 1896 году, её младшая сестра Розалинда Бирни Филипп работала секретарём у Уистлера, впоследствии была назначена душеприказчицей Уистлера в его завещании.
В переписке Уистлера Беатрис упоминалась как «Трикси» или «Чинки», а также «Лаки» и «Вам». Его невестка и секретарь (1890—1894) Этель Уибли была «Банни», а его зять Чарльз Уибли был «Вобблз», и Розалинда упоминалась как («мэйджор»), а сам Уистлер в семейной переписке подписывался как «Генерал», когда не использовал свою подпись-бабочку.

## Брак с Джеймсом Макнилом Уистлером

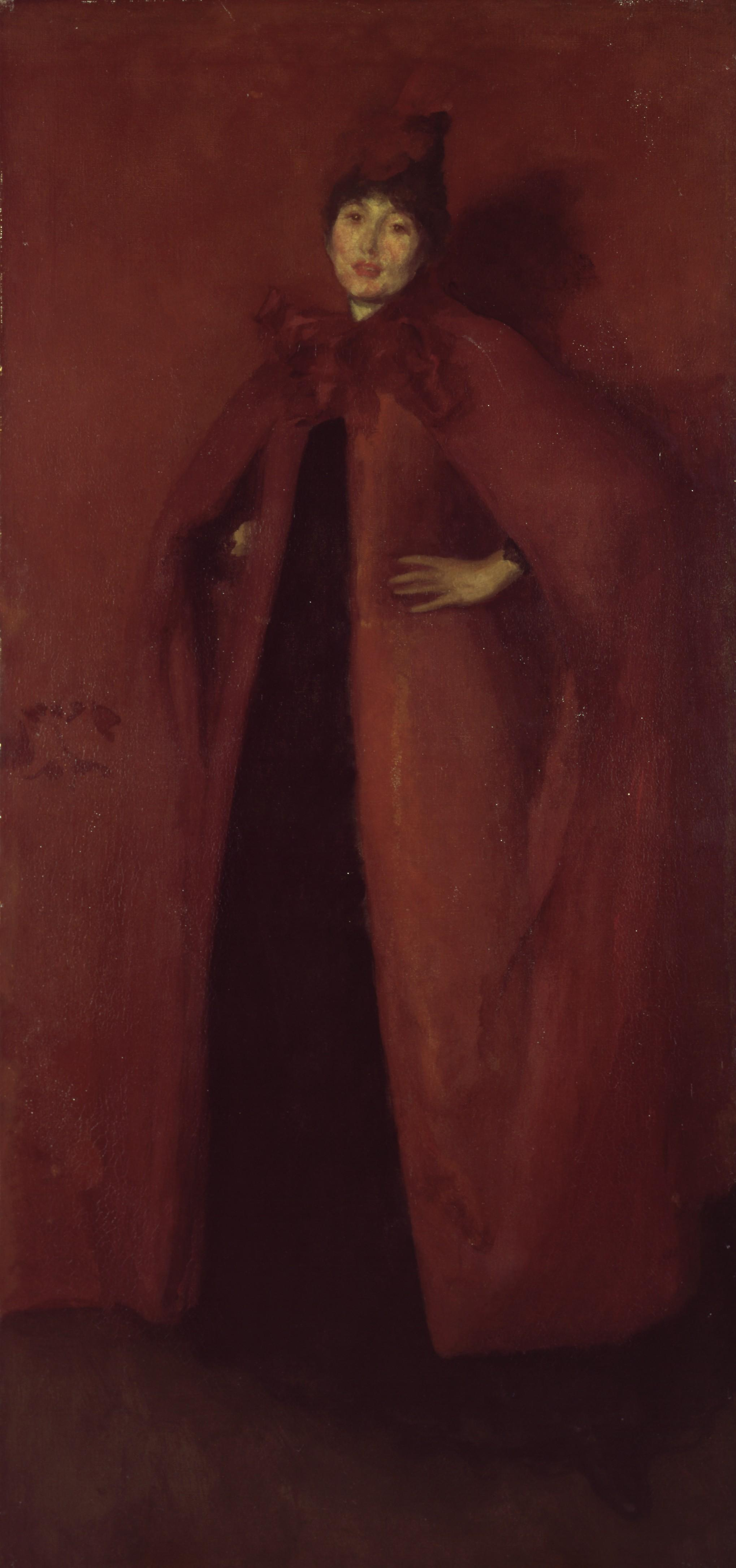
Гармония в красном: свет лампы. Джеймс Уистлер. Натурщицей была Беатрис

Мод Франклин была главной моделью Уистлера с 1870-х годов и, позже, стала его любовницей. Она называла себя «миссис Уистлер», а Уистлер обычно называл её в компании «мадам». У Уистлера не было планов жениться на Мод. Благодаря его дружбе с Эдвардом Годвином Уистлер сблизился с Беатрис (или «Трикси», как он её называл), и даже, нарисовал её портрет в полный рост под названием «Гармония в красном: свет лампы» (GLAHA 46315). В 1885 году Беатрис рассталась со своим мужем в результате его флирта. Годвин умер в 1886 году. К лету 1888 года Уистлер и Беатрис появились на публике как пара. На ужине Луиза Джоплинг и Генри Лабушер настояли, чтобы они поженились до конца недели.
Церемония бракосочетания была быстра устроена. Будучи членом парламента, Лабушер договорился капелланом Палаты общин [9][11][11][94][94][94][94]. Церемония не была публичной, из-за опасения срыва церемонии разъяренной Мод Франклин. Брак состоялся 11 августа 1888 года, на церемонии присутствовал репортер из Pall Mall Gazette, так что мероприятие получило огласку постфактум. Вскоре после этого пара уехала в Париж, чтобы избежать какого-либо риска скандала с Мод.
После свадьбы они жили в доме Tower House, 33 Tite Street, затем в 1889 году, они переехали в 21 Чейн Уолк, в Челси. После прохладного приёма его персональной выставки в лондонской галерее Гупиль, где были представлены в основном его ноктюрны, Уистлер неожиданно решил, что с него хватит Лондона. В 1892 году он с Беатрис переехали в Париж и поселились в доме Nue 110 Rue du Bac со своей студией на улице Нотр-Дам, 86 в Монпарнасе.

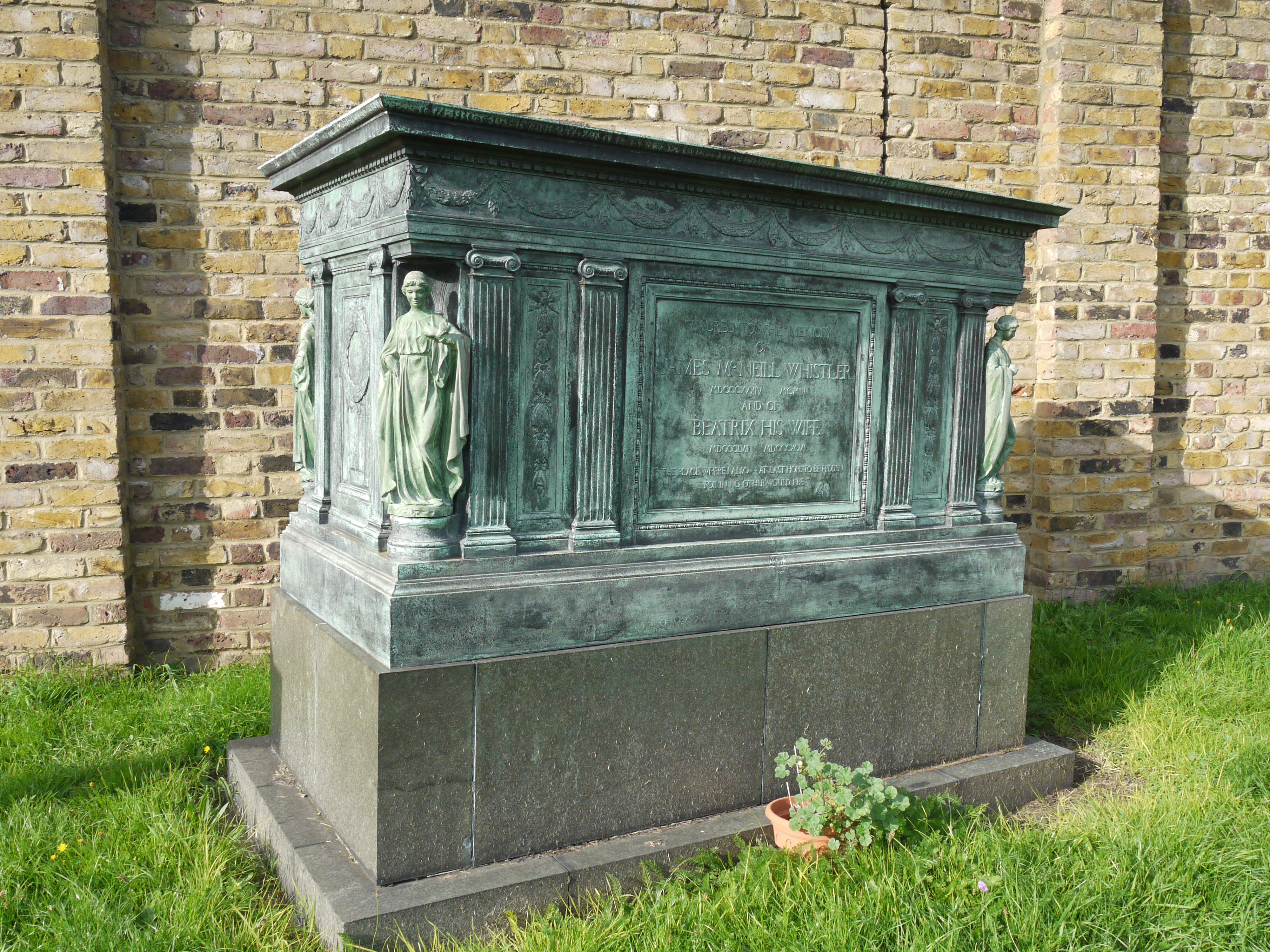
Могила Джеймса Уистлера и его жены Беатрис. Кладбище Чизик, Лондон.

Уистлер был на вершине своей карьеры, когда выяснилось, что у Трикси рак. Они вернулись в Лондон в феврале 1896 года, сняв номера в отеле «Савой», пока велись медицинские консультации. Её портреты, «Сиеста» (C.159) и «У Балкона» (C.160), Уистлер нарисовал, когда она уже умирала. 10 мая 1896 года она скончалась Сент Джуд Коттадж (англ. St. Jude's Cottage) в Хэмпстед-Хит и была похоронена в день своего рождения, 12 мая, на старом кладбище Чизик. После своей смерти Уистлер был похоронен в той же могиле.

## Картины и рисунки
Беатрис подписывала свои работы монограммой или трилистником «BP», затем «BG». Она также выставлялась под псевдонимом как «Rix Birnie». Сохранилось только небольшое количество её работ: эскизы «Роман» и «Муслиновое платье» находятся в частных коллекциях; «Этель Филип, читающая газету», находится в Музее и художественной галерее Hunterian; и «Персиковый цвет» находится в Национальной галерее искусств в Вашингтоне.